# 벙커힐 (일리노이주)

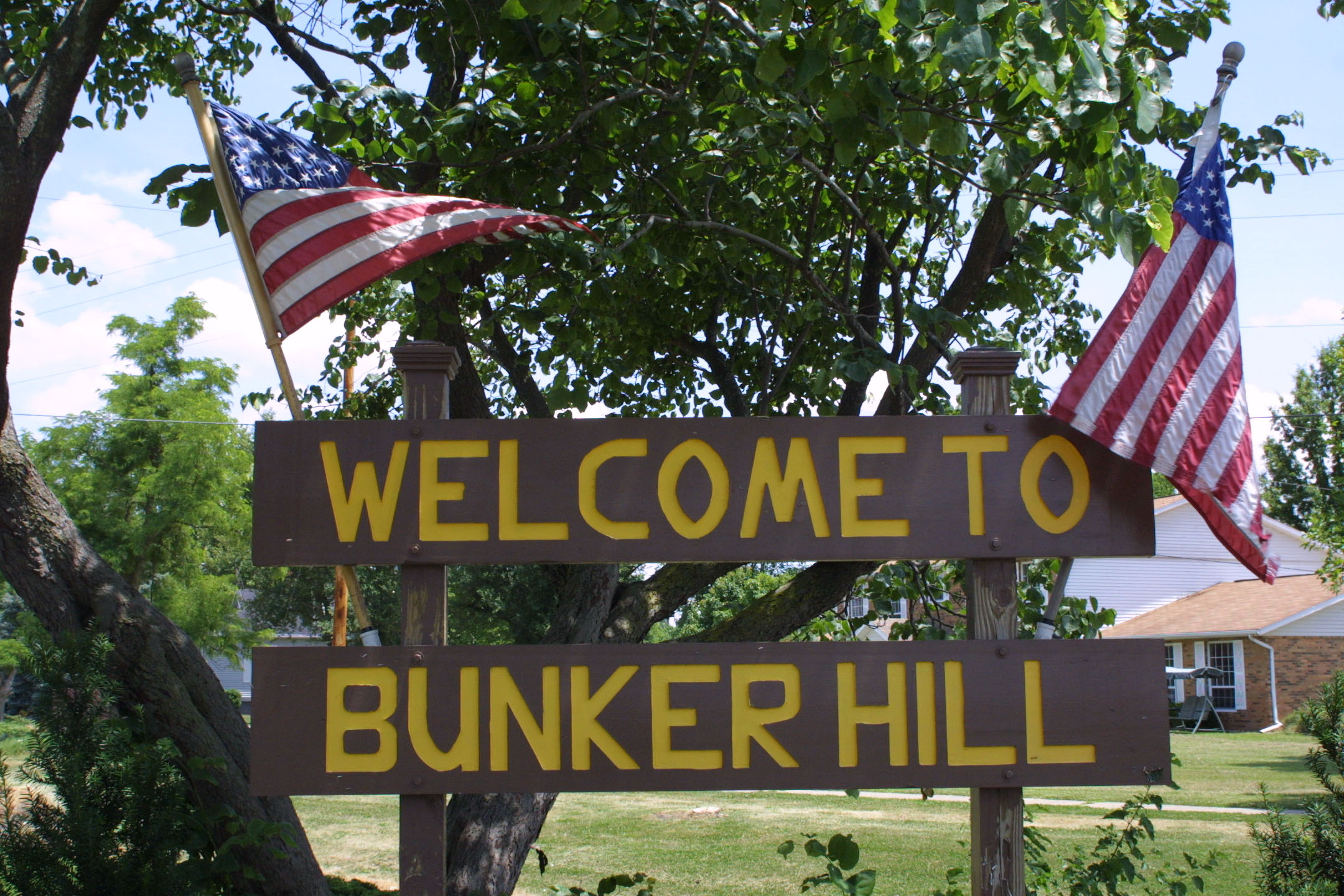

벙커힐(Bunker Hill)은 미국 일리노이주 마쿠핀군의 도시이다. 2010년 인구조사 기준으로 이 지역의 인구 수는 1,774명이다.

## 지리
벙커힐의 위치는 북위 39° 2′ 29″ 서경 89° 57′ 3″ / 북위 39.04139°  서경 89.95083°  (39.041452, -89.950898)이다.
2010년 인구 조사에 따르면 벙커힐의 총 면적은 1.285 제곱마일 (3.33 km2)으로, 그 중 1.26 제곱마일 (3.26 km2)(98.05%)는 육지이며 0.025 제곱마일 (0.06 km2)(1.95%)는 물이다.

## 인구
| 인구조사              | 인구  | Note  | %±     |
| --------------------- | ----- | ----- | ------ |
| 1880년                | 1,441 |       | —      |
| 1890년                | 1,269 |       | −11.9% |
| 1900년                | 1,279 |       | 0.8%   |
| 1910년                | 1,046 |       | −18.2% |
| 1920년                | 977   |       | −6.6%  |
| 1930년                | 947   |       | −3.1%  |
| 1940년                | 1,082 |       | 14.3%  |
| 1950년                | 1,238 |       | 14.4%  |
| 1960년                | 1,524 |       | 23.1%  |
| 1970년                | 1,465 |       | −3.9%  |
| 1980년                | 1,700 |       | 16.0%  |
| 1990년                | 1,722 |       | 1.3%   |
| 2000년                | 1,801 |       | 4.6%   |
| 2010년                | 1,774 |       | −1.5%  |
| 2019 (추산)           | 1,687 | [ 3 ] | −4.9%  |
| U.S. Decennial Census |       |       |        |